# ハンナ・メルニチェンコ
ハンナ・アナトリエヴナ・メルニチェンコ（ウクライナ語: Ганна Анатоліївна Мельниченко、1983年4月24日 - ）は、ウクライナの女子陸上競技選手。七種競技を専門とする。ソビエト社会主義共和国連邦グルジア・ソビエト社会主義共和国トビリシ出身。元夫はイタリアの十種競技選手である、ウィリアム・フルラニ、現夫はウクライナの十種競技選手であるオレクシー・カシヤノフである。

## 主な成績
| 年   | 大会                 | 開催地                    | 順位 | 種目     | 記録   |
| ---- | -------------------- | ------------------------- | ---- | -------- | ------ |
| 2007 | ヨーロッパ室内選手権 | イギリス バーミンガム     | 10位 | 五種競技 | 4397点 |
| 2007 | ユニバーシアード     | タイ バンコク             | 3位  | 七種競技 | 5852点 |
| 2007 | 世界選手権           | 日本 大阪                 | —    | 七種競技 | DNF    |
| 2008 | オリンピック         | 中国 北京                 | 14位 | 七種競技 | 6165点 |
| 2009 | 世界選手権           | ドイツ ベルリン           | 6位  | 七種競技 | 6414点 |
| 2010 | ヨーロッパ選手権     | スペイン バルセロナ       | —    | 七種競技 | DNF    |
| 2012 | 世界室内選手権       | トルコ イスタンブール     | 7位  | 五種競技 | 4623点 |
| 2012 | オリンピック         | イギリス ロンドン         | 10位 | 七種競技 | 6392点 |
| 2013 | ヨーロッパ室内選手権 | スウェーデン イェーテボリ | 3位  | 五種競技 | 4604点 |
| 2013 | 世界選手権           | ロシア モスクワ           | 1位  | 七種競技 | 6586点 |
| 2014 | 世界室内選手権       | ポーランド ソポト         | 7位  | 五種競技 | 4587点 |